# ミニループバスみさき
ミニループバスみさきは、大阪府泉南郡岬町で運行しているコミュニティバス（町内巡回バス）。外見から「赤バス」とも。
2009年度で約23万人、2017年度で約12万人の利用者があり、町民の足として親しまれている。

## 沿革
- 2001年4月：民間バス路線の撤退に伴い[1]運行を開始した[3]。当初は中日臨海バスに運行委託していた。
- 2012年4月：運行委託先が大新東に変更された。
- 2016年4月1日：市町村運営有償運送方式を導入し[2]、運行主体が岬町に、基本路線の運行委託先が有田交通に変更された。
- 2017年4月1日：乗継支線を有償化。運行は岬町が行う。
- 2019年4月1日：乗継支線の運行が有田交通に委託された。
- 2023年4月1日：乗継支線の運行委託先が野鉄観光に変更された[4]。
- 2023年：基本路線の運行委託先を野鉄観光に変更[5]。
- 2023年10月：定期券の発売を開始[6]。
- 2024年4月1日：昨年10月21日より南海多奈川線が減便したことを受け、ダイヤ改正を実施。乗継支線のみさき公園駅ルートと淡輪駅ルート、孝子ルート、多奈川東畑ルートと多奈川西畑ルートをそれぞれ統合[7]。
- 2025年3月17日：ICOCAおよび交通系ICカード全国相互利用サービスに対応[8]。

## 運行形態
- 毎日運行。12月30日から1月3日は土日祝日ダイヤで運行する。
- 岬町を東西に貫く基本路線と、基本路線に乗り継ぐことができる乗継支線で構成される。
- 基本路線は平日は6時台から20時台まで、土日祝日は8時台から18時台まで運行する。日中の運行頻度は1時間に1便程度。
- 乗継支線は9時ごろから17時頃まで、平日は1日4 - 6往復、土日祝日は1日3 - 5往復運行する。

## 運賃
- 運賃は大人・子どもとも100円。6歳未満の幼児及び同伴する保護者は無料。
- 身体障害者手帳、精神障害者保健福祉手帳、療育手帳所持者とその同伴者、介護人は手帳の提示により無料。
- 基本路線と乗継支線を乗り継ぐ際に無料で乗継乗車券を発行する。当日のみ有効。
- 回数券（11枚、22枚）、定期券（通勤・通学、1ヶ月・3ヶ月）が発売されているほか、ICOCAおよび交通系ICカード全国相互利用サービスに対応している。

## 路線
主な経由地のみ掲載。括弧内は一部の便のみ経由する。

### 基本路線
日中は通しで運転されるが、朝晩の一部の便はみさき公園駅、多奈川駅、谷川を起点または終点とする。また、平日の早朝にみさき公園駅と望海坂第1集会所前または望海坂1丁目間をノンストップで運行する便が存在する。
- 全区間の運行
  - 望海坂町内循環 - 淡輪駅 - みさき公園駅 - 岬中学校 - 深日小学校 - オークワ前 - 岬町役場 - 多奈川駅 - 谷川東 - 谷川 - 楠木橋 -（ピアッツァ5）- 小島住吉
- 一部区間の運行（途中停留所の記載は省略）
  - みさき公園駅 - 小島住吉
  - 望海坂町内循環→谷川
  - 谷川→多奈川駅
  - みさき公園駅→望海坂町内循環
- 一部停留所を通過する便（途中停留所の記載は省略）
  - 望海坂町内循環→（通過）→みさき公園駅→小島住吉
  - 小島住吉→みさき公園駅→（通過）→望海坂1丁目
  - 小島住吉→（通過）→みさき公園駅→望海坂1丁目

### 乗継支線

#### みさき公園駅ルート・淡輪駅ルート
一部の便は途中のみさき公園駅で長時間停車するほか、平日の最終便はみさき公園駅止めで、淡輪方面には向かわない。
- みさき公園駅 → 岬郵便局 → みさきヶ丘団地 → みさき公園駅 → 道の駅みさき → 飯盛山登山口 → 淡輪駅 → 望海坂町内循環 → 淡輪ヨットハーバー → 淡輪駅 → 飯盛山登山口 → 道の駅みさき → みさき公園駅

#### 孝子・多奈川東畑・多奈川西畑・みさき公園駅ルート
一部の便は途中のみさき公園駅で長時間停車するほか、土休日の最終便はみさき公園駅止めとなる。
- 上孝子 → 中孝子 → オークワ前 → 子育て支援センター前 → 緑ヶ丘住宅 → 岬町役場 → 多奈川駅 → 谷川東 → 横手 → 佐瀬川 → 楠木橋 → 中集会所 → 西集会所 → 谷川 → 谷川東 → 多奈川駅 → 岬町役場 → 緑ヶ丘住宅 → 子育て支援センター前 → オークワ前 → みさき公園駅 → 中孝子 → 上孝子

### 鉄道との接続
- 淡輪駅（南海本線）
- みさき公園駅（南海本線・多奈川線）
- 深日港駅（南海多奈川線）：岬町役場バス停
- 多奈川駅（南海多奈川線）
- 孝子駅（南海本線）：中孝子バス停

## 車両
- 基本路線には28人乗りマイクロバス2台と32人乗りノンステップバス2台[9]、乗継支線には13人乗りコミューター2台が割り当てられている。乗継支線は予備車両として9人乗りハイエースワゴンが運行することもある。
- 過去、基本路線は日野・ポンチョ、いすゞ・エルガミオで運行。淡輪・畑路線や多奈川西畑・東畑路線、孝子路線はトヨタ・ハイエースで運行されていた。
- 基本路線で運行されていたエルガミオは元々、大新東のレイディアントシティ営業所で運用されていたものである。